# Strossmayeria
Strossmayeria — рід грибів родини Helotiaceae. Назва вперше опублікована 1881 року.